# Apristurus bucephalus
Apristurus bucephalus, là một loài cá thuộc họ Scyliorhinidae. Nó là loài đặc hữu của Úc. Its natural habitat is open seas.